# Justin Kirk
Justin Kirk (ur. 28 maja 1969 w Salem) – amerykański aktor teatralny, telewizyjny i filmowy.

## Życiorys
Urodził się w Salem, w stanie Oregon. Jego matka była pochodzenia żydowskiego, a ojciec duńskiego i angielskiego. Swoje dzieciństwo spędził w Union, w stanie Waszyngton, gdzie uczęszczał do szkoły w rezerwacie Indian. Mając 7 lat brał udział w szkolnych przedstawieniach. Kiedy miał 12 lat, wraz ze swoją matką przeprowadził się do Minneapolis, w stanie Minnesota, i uczęszczał do Dziecięcej Szkoły Teatralnej. Następnie przeniósł się do Nowego Jorku, gdzie uczył się aktorstwa przy Kole w Square Theatre School. Ukończył także dwuletnie konserwatorium aktorskie.
W 1993 zadebiutował na scenie broadwayowskiej jako Willis w spektaklu Wszelki dawany dzień (Any Given Day) w Longacre Theatre. Potem podjął pracę jako boy hotelowy w Royalton Hotel.
Za rolę niewidomego geja Bobby’ego w przedstawieniu Słaba płeć (Love! Valour! Compassion!) został uhonorowany nagrodą Obie (Off-Broadway Theater Award). W 1997 zadebiutował tą samą rolą w adaptacji kinowej. Telewizyjna rola Priora Waltera w miniserialu fantasy HBO Anioły w Ameryce (Angels in America, 2003) przyniosła mu nagrodę Złotej Satelity i nominację do nagrody Emmy. W latach 2005−2012 występował jako Andy Botwin, który zaplątał się w zaangażowanie swojej rodziny na przedmieściach w handel marihuaną w serialu stacji Showtime Trawka (Weeds), a za rolę w 2008 odebrał nagrodę Satelity.

## Filmografia

### Filmy
- 1997: Słaba płeć (Love! Valour! Compassion!) jako Bobby Brahms
- 1998: 99 Threadwaxing jako brat przyrodni
- 1999: The Eden Myth jako Aldo Speck
- 1999: Chapter Zero jako Lonnie
- 2002: Outpatient jako Morris Monk
- 2002: Teddy Bears’ Picnic jako Damien Pritzker
- 2006: Puccini for Beginners jako Philip
- 2006: Hollywood Dreams jako Robin
- 2006: Flannel Pajamas jako Stuart
- 2006: Pytając o miłość (Ask the Dust) jako Sammy
- 2010: Elektra Luxx jako Benjamin
- 2012: Nie ma lekko (L!fe Happens) jako Henri
- 2016: Ghostbusters: Pogromcy duchów (Ghostbusters) jako Phil
- 2017: Gra o wszystko (Molly's Game) jako Jay

- 2018: Vice jako Lewis Libby

### Seriale TV
- 1995: New York News
- 1998: Kameleon (The Pretender) jako Horace Strickland
- 1999–2001: Jack i Jill (Jack & Jill) jako Bartholomew „Barto” Zane
- 2001: Prawo i porządek: sekcja specjalna (Law & Order: Special Victims Unit) jako Eric Plummer
- 2003: Anioły w Ameryce (Angels in America) jako Prior Walter / rowerzysta w parku
- 2005: Kryminalne zagadki Las Vegas (CSI: Crime Scene Investigation) jako Patrick Bromley
- 2005: Jack i Bobby (Jack & Bobby) jako John McCallister
- 2005: Bez śladu (Without a Trace) jako Thomas Beale
- 2005−2012: Trawka (Weeds) jako Andy Botwin
- 2006: Everwood jako James Carmody
- 2010–2015: Współczesna rodzina (Modern Family) jako Charlie Bingham
- 2012: Animal Practice jako dr George Coleman
- 2013: Czarna lista (The Blacklist) jako Nathaniel Wolff
- 2014: Tyran (Tyrant) jako John Tucker
- 2015: Miasteczko Wayward Pines (Wayward Pines) jako Peter McCall
- 2015: Amerykański tata (American Dad!) jako Ax Jenkins (głos)
- 2015: Manhattan jako Joseph Bucher
- 2015: You’re the Worst jako Rob
- 2017: APB jako Gideon Reeves
- 2018-: Kidding jako Peter